# 김안 (신라)
김안(金安, 생몰년 미상)은 신라 문성왕의 아들이며, 경순왕의 고조부이다. 상대등(上大等)을 지냈다.

## 삼국사기 기록
헌안왕(憲安王)이 이찬 김안(金安)을 상대등으로 삼아 재위기간 약 6년간 상대등을 역임했다. 신무왕 이후 지방세력의 위협에 대처하기 위해 중앙 귀족세력의 결합체 구실을 한 인물로 추측되고 있다.
憲安王立 諱誼靖[一云祐靖] 神武王之異母弟也 母照明夫人 宣康王之女 以文聖顧命卽位 大赦 拜伊飡金安爲上大等

## 가계도
- 조부 : 신무왕(神武王, ? ~ 839, 재위 : 839~839)
- 조모 : 정계부인(貞繼夫人)[2]
- 부 : 문성왕(文聖王, ? ~ 857년, 재위 : 839~857)
- 모 : 미상
  - 아들 : 김민공(金敏恭), 각간(角干) 
    - 손자 : 김인경(金仁慶)[3], 일명(一名) 김실홍(金實虹)[4], 각간(角干) 또는 이찬(伊飡), 의흥왕(懿興王) 추봉
      - 증손자 : 김억렴(金億廉), 잡간(匝干)
      - 증손자 : 김효종(金孝宗), 대아찬(大阿飡), 신흥왕(神興王) 추봉-경순왕의 아버지

## 참고 문헌
- 삼국사기(三國史記)
- 신라경순왕전비(新羅敬順王殿碑)
- 상대등고(上大等考 이기백 신라정치사회사연구(新羅政治社會史硏究) 일주각 1977)